# Sybille Reinhardt
Sybille Reinhardt (nacida como Sybille Tietze, 20 de octubre de 1957) es una deportista de la RDA que compitió en remo.
Participó en los Juegos Olímpicos de Moscú 1980, obteniendo una medalla de oro en la prueba de cuatro scull con timonel. Ganó tres medallas de oro en el Campeonato Mundial de Remo entre los años 1974 y 1979.

## Palmarés internacional
| Juegos Olímpicos   | Juegos Olímpicos         | Juegos Olímpicos | Juegos Olímpicos         |
| Año                | Lugar                    | Medalla          | Prueba                   |
| ------------------ | ------------------------ | ---------------- | ------------------------ |
| 1980               | Moscú (URSS)             | Medalla de oro   | Cuatro scull con timonel |
| Campeonato Mundial |                          |                  |                          |
| Año                | Lugar                    | Medalla          | Prueba                   |
| 1974               | Lucerna (Suiza)          | Medalla de oro   | Cuatro scull con timonel |
| 1977               | Ámsterdam (Países Bajos) | Medalla de oro   | Cuatro scull con timonel |
| 1979               | Bled (Yugoslavia)        | Medalla de oro   | Cuatro scull con timonel |